# Women's Sevens Challenge Cup 2011-12
La Women's Sevens Challenge Cup 2011-12 fue la primera y única temporada de la Women's Sevens Challenge Cup, desde la temporada 2012-13 sería reemplazada por la Serie Mundial Femenina de Rugby 7.

## Etapas
| Torneo                            | Campeón    |
| --------------------------------- | ---------- |
| Seven Femenino de Dubái 2011      | Canadá     |
| Seven Femenino de Hong Kong 2012  | Inglaterra |
| Seven Femenino de Inglaterra 2012 | Inglaterra |

## Tabla de posiciones
| Pos | País           | UAE | HKG | ENG | Puntos |
| --- | -------------- | --- | --- | --- | ------ |
| 1   | Inglaterra     | 7   | 8   | 8   | 23     |
| 2   | Canadá         | 8   | 6   | 6   | 20     |
| 3   | Australia      | 6   | 7   | 5   | 18     |
| 4   | Estados Unidos | 5   | 6   | 4   | 15     |
| 5   | Países Bajos   | -   | 1   | 7   | 8      |
| 6   | España         | 4   | 4   | -   | 8      |
| 7   | China          | 2   | 3   | -   | 5      |
| 8   | Rusia          | -   | 2   | 3   | 5      |
| 9   | Sudáfrica      | 3   | -   | 2   | 5      |
| 10  | Brasil         | 1   | -   | -   | 1      |
| 11  | Francia        | -   | -   | 1   | 1      |